# Glena megale
Glena megale là một loài bướm đêm trong họ Geometridae.